# Атучин, Андрей Анатольевич
Андрей Анатольевич Атучин (род. 10 сентября 1980, Прокопьевск, Кемеровская область) — русский иллюстратор и палеохудожник. Известен как создатель иллюстраций современных и вымерших животных.

## Биография и творчество
Увлекался рисованием насекомых и динозавров с детства, оконченного художественного образования не имеет, хотя учился некоторое время в Прокопьевской художественной школе № 8. В 2006 году окончил биологический факультет Кемеровского государственного университета.
С 2005 года начал сотрудничать с иностранными издательствами, первыми работами становятся иллюстрации в книгах Дугала Диксона.
Его работы опубликованы в различных русских и иностранных журналах, в том числе «National Geographic», «Охотничий двор», «Палеомир», «Вокруг света». А. А. Атучин проиллюстрировал различные иностранные и русские издания, включая научно-популярные: «Когда Волга была морем», «Ящеры Пинеги», Красную книгу Кемеровской области, а также учебное пособие для студентов «Введение в палеогеографию с элементами палеоэкологии».
Его работы являются частью экспозиций палеонтологических музеев России, США, Испании (например, Палеонтологический институт им. А. А. Борисяка Российской академии наук, Natural History Museum of Utah, Кемеровский областной краеведческий музей).
Неоднократно одним из первых восстанавливал облик новых открытых и описанных видов. Самые известные работы в этой сфере за 2013—2014 годы: литронакс, кулиндадромей, Nasutoceratops.
В 2024 году стал одним из соавторов описания рода тероподных динозавров Kiyacursor (киякурсор) из нижнего мела Кемеровской области.

## Награды
- International Dinosaur Illustrating Contest, Museum de Lourinha, Portugal, почетная грамота (2002)[4]
- International Dinosaur Illustrating Contest, Museum de Lourinha, Portugal, почетная грамота (2009)
- International Palaeontology Illustration Competition, Natal, Brazil, 1 место (2011)
- International Europasaurus Paleo-Artwork Contest, Dinosaurier-Park Münchehagen, Germany, 1 место (2011)
- III International Contest of Scientific Illustrations of Dinosaurs, Burgos, Spain, 1 место (2011)[5]
- Society of Vertebrate Paleontology’s John J. Lanzendorf PaleoArt Prize, научная иллюстрация (2020).[6]

## Публикации
- Yuri L. Bolotsky, Pascal Godefroit, Ivan Y. Bolotsky and Andrey Atuchin (2014) Hadrosaurs from the Far East: Historical Perspective and New Amurosaurus Material from Blagoveschensk, Hadrosaurs Edited by David A. Eberth and David C. Evans. pp. 315–331. Indiana University Press. ISBN 978-0-253-01385-9* М. С. Архангельский и А. В. Иванов, Андрей Атучин, Роман Евсеев, Сергей Красовский и Николай Зверьков (2015) Картины прошлого Земли, 500 сс., Университетская книга. ISBN 978-5-91304-370-2